# Adriana Sivieri
Adriana Sivieri, née le 21 juin 1918 à Buenos Aires (Argentine) et décédée le 17 novembre 1970 à Milan, est une actrice italienne.

## Biographie
Adriana Sivieri est née à Buenos Aires en Argentine.
Elle a notamment travaillé à la radio et en tant que comédienne, doublant des films étrangers pour une sortie en Italie. Elle était connue pour ses rôles dans Vanity (1947), Bitter Rice (1949) et dans Au bord de la ville (1953).

## Filmographie partielle
- 1945 : Sept femmes, sept destins (Nessuno torna indietro) d'Alessandro Blasetti
- 1949 : Riz amer (titre original :  Riso amaro) de Giuseppe De Santis]
- 1951 : Les Volets clos (titre original : Persiane chiuse) de Luigi Comencini